# 1041 (numero)
Millequarantuno (1041) è il numero naturale dopo il 1040 e prima del 1042.

## Proprietà matematiche
- È un numero dispari.
- È un numero composto da 4 divisori: 1, 3, 347, 1041. Poiché la somma dei suoi divisori (escluso il numero stesso) è 351 < 1041, è un numero difettivo.
- È un numero semiprimo.
- È un numero omirpimes.
- È un numero palindromo e un numero ondulante nel sistema posizionale a base 5 (13131) e in quello a base 14 (545).
- È un numero fortunato.
- È un numero nontotiente in quanto dispari e diverso da 1.
- È un numero intero privo di quadrati.
- È un numero odioso.
- È parte delle terne pitagoriche (1041, 1388, 1735), (1041, 60200, 60209), (1041, 180612, 180615), (1041, 541840, 541841).

## Astronomia
- 1041 Asta è un asteroide della fascia principale del sistema solare.
- NGC 1041 è una galassia nella costellazione della Balena.
- IC 1041 galassia nella costellazione della Vergine.

## Astronautica
- Cosmos 1041 è un satellite artificiale russo.